# Verfassungsreferendum in Palau 1992
Das Verfassungsreferendum in Palau 1992 (Constitutional Referendum) wurde am 4. November 1992 in Palau durchgeführt, nachdem die sieben vorhergehenden Referenden (1983, 1984, Februar 1986, Dezember 1986, Juni 1987, August 1987, 1990) zum Compact of Free Association (COFA, Assoziierungsvereinbarung mit den Vereinigten Staaten) nicht die erforderlichen 75 % Zustimmung erhalten hatten. Das Verfassungsreferendum sollte das erforderliche Quorum für die 75 %ige Mehrheit auf 50 % senken. Schon ein Verfassungsreferendum 1987 hatte ebenfalls die benötigte Stimmenanzahl verfehlt und war vom Supreme Court für ungültig erklärt worden.
Die Verfassungsänderung wurde von 62,4 % der Abstimmenden befürwortet bei einer Wahlbeteiligung von 83,2 %. Daraufhin konnte durch ein achtes Referendum im folgenden Jahr endlich das Abkommen bestätigt werden.

## Ergebnis
| Wahl                      | Stimmen | %    |
| ------------------------- | ------- | ---- |
| Dafür                     | 5.882   | 62,4 |
| Dagegen                   | 3.548   | 37,6 |
| Ungültig/nicht abgestimmt | 272     | -    |
| Total                     | 9.702   | 100  |
| Source: Nohlen et al.     |         |      |